# شينجي تاكيهارا
شينجي تاكيهارا (باليابانية: 竹原慎二) مواليد 25 يناير 1972 في هيروشيما، هو ملاكم ياباني يصنف ضمن فئة الوزن المتوسط بدأ مسيرته الاحترافية سنة 1989 حيث انتصر في نزاله الأول.

## إحصائيات
خاض خلال مسيرته 25 نزالا، فاز في 24 ولم يتعادل وخسر في 1. فاز بالضربة القاضية في 18 نزالا.

## روابط خارجية
- شينجي تاكيهارا على موقع بوكس ريك (الإنجليزية) (registration required)